# Asistenți de protecție împotriva incendiilor
Un asistent de protecție împotriva incendiilor în Germania este, de obicei, una dintre mai multe persoane din cadrul unei companii care este desemnată de angajator să preia anumite sarcini definite de stingere a incendiilor în cazul unui incendiu. În acest scop, el poate lucra împreună cu echipele de prim-ajutor și evacuarea ale persoanelor din unitate, care trebuie numite de către angajator. Aceștia sunt numiți în conformitate cu Secțiunea 10, Alineatul 2 din Legea privind securitatea și sănătatea în muncă, „Regulile tehnice pentru locurile 
de muncă - Măsuri împotriva incendiilor (ASR A2.2)”  și regulamentul de prevenire a accidentelor „Regulamentul DGUV 1 - Principii”. de Prevenire”.
Conform ghidului de securitate a muncii A2.2, pregătirea pentru a deveni asistent de protecție împotriva incendiilor include, printre altele, transmiterea de cunoștințe care sunt necesare în caz de incendiu. Acestea prezintă comportamentul în caz de incendiu, pericolele de incendiu, elementele de bază ale apărării preventive împotriva incendiilor și organizarea operațională de apărare împotriva incendiilor. În plus, asistenții de protecție împotriva incendiilor învață cum să folosească echipamentul de protecție împotriva incendiilor și fac demonstrații practice privind utilizarea unui stingător de incendiu portabil.
Practica a arătat că instruirea personalului de protecția împotriva incendiilor și cele aferente grupei de evacuare este mult mai eficient pentru a ști ce au de făcut în cazul unui incendiu. Datorită suprapunerii mari dintre cele două activități și cunoștințelor aferente măsurilor de evacuare, salvare, autosalvare și combatere a incendiilor incipiente în companii, în reglementările moderne de protecție împotriva incendiilor, Partea B și C, asistentul de protecție împotriva incendiilor este întotdeauna folosit și la evacuarea oamenilor,  acesta este numit uneori și asistent de evacuare. În consecință, acesta este ajutorul de protecție împotriva incendiilor și evacuare a oamenilor.
Unitatea de pompieri numește ofițerul de prevenire a incendiilor care să consilieze societatea în materie de securitate la incendiu și să schimbe pompierii și ajutoarele echipei de evacuare și formularele specifice.

## Sarcini
Sarcinile asistentului de protecție împotriva incendiilor includ:
- Sprijină ofițerului de protecție împotriva incendiilor;
- Efectuează controale preventive de protecție împotriva incendiilor atunci când se lucrează cu foc deschis;
- Combaterea incendiilor în cazul unor incendii incipiente;
- Verifică funcționarea echipamentelor de protecție împotriva incendiilor(stingătoare, alarme manuale de incendiu, hidranți de incendiu);
- Informarea echipajului de pompieri care vine.

## Antrenament
Pregătirea asistenților de protecție împotriva incendiilor este reglementată de ASR A2.2 și informația DGUV 205-023. Alte cerințe în cadrul companiei respective sunt stabilite de către ofițerul de protecție împotriva incendiilor în cooperare cu antreprenorul. În orice caz, o pregătire mai extinsă cu privire la toate echipamentele de stingere (de obicei stingătoare și hidranții de incendiu) face parte din instruire. DGUV recomandă repetarea antrenamentului la intervale de cel puțin 3 până la 5 ani sau, dacă apar modificări operaționale semnificative, la intervale mai scurte. Membrii detașamentului de pompieri pot, după parcurgerea cursului de pregătire de bază, echipe bărbați/femei să fie numite asistent de protecție împotriva incendiilor fără pregătire ulterioară. Membrii detașamentului de pompieri care au absolvit cel puțin cu succes un curs de lider de grup pot fi folosiți pentru a instrui lucrătorii de protecție împotriva incendiilor.